# Congiuntivo trapassato
Il congiuntivo trapassato (o  congiuntivo piuccheperfetto) è una forma verbale della lingua italiana generalmente usata per descrivere un fatto visto come non reale o non obiettivo, che si distingue per l'anteriorità temporale rispetto ad un momento passato (io credevo che a mezzanotte tutti fossero arrivati da parecchio).
Questa forma verbale viene inoltre utilizzata nella formazione del periodo ipotetico dell'irrealtà con riferimento al passato (Se avessimo fatto attenzione, avremmo potuto evitare l'errore).

## Coniugazione del congiuntivo trapassato
Questa forma verbale si coniuga combinando le forme del congiuntivo imperfetto degli ausiliari avere (a) o essere (b) con il participio passato del verbo in questione: 
| Verbi                                                         | 1ª persona singolare che io | 2ª persona singolare che tu | 3ª persona singolare che egli, ella | 1ª persona plurale che noi | 2ª persona plurale che voi | 3ª persona plurale che essi, esse |
| (a) Verbi coniugati con il verbo ausiliare avere Es.: parlare | Avessi parlato              | avessi parlato              | avesse parlato                      | avessimo parlato           | aveste parlato             | avessero parlato                  |
| (b) Verbi coniugati con il verbo ausiliare essere Es.: andare | Fossi andato/a              | fossi andato/a              | fosse andato/a                      | fossimo andati/e           | foste andati/e             | fossero andati/e                  |

Per quanto riguarda il resto, la coniugazione segue le particolarità del passato prossimo (vedi anche questa forma).

## Storia
La forma latina cantavissem, che ricorda da vicino il congiuntivo imperfetto, aveva in origine il ruolo di congiuntivo trapassato. Con la catena di sostanziali cambiamenti che ha caratterizzato il passaggio dal sistema verbale latino a quello delle lingue romanze, la forma cantavissem cambiò significato prendendo le veci di congiuntivo imperfetto. Il ruolo di trapassato fu comunque assunto dalla forma attualmente in uso (avessi cantato), 
Si trattava di una forma nuova, dato che in latino classico non si aveva la possibilità di usare forme composte con un verbo ausiliare e con il participio passato, come appunto il congiuntivo trapassato oppure il passato prossimo.

## Uso del congiuntivo trapassato nella frase secondaria
Si tratta di una delle forme verbali più complesse dell'italiano (dato che indica contemporaneamente anteriorità temporale rispetto ad un momento passato e poi ancora una qualche forma di irrealtà).
La forma verbale viene utilizzata secondo le regole della concordanza dei tempi e viene di solito usato nella frase secondaria introdotta da forme verbali al passato di verbi come credere, pensare, sperare, supporre. In questo caso, ha la caratteristica di indicare anteriorità temporale rispetto al momento indicato dalle forme di questi verbi:
- Ho creduto che ormai i pacchi fossero arrivati;
- Pensai che lì fosse piovuto
- Speravo proprio che Ida  avesse sostenuto l'esame;
- Non avevo pensato che tu  avessi finito.

Il suo uso nella subordinata retta da una principale al presente indicativo è abbastanza raro, ma senz'altro adeguato quando sia possibile immaginare un processo verbale già arrivato al compimento in un momento passato (penso che all'età di sedici anni mio nonno avesse già imparato l'inglese).
Il congiuntivo trapassato può inoltre esprimere un desiderio nei costrutti introdotti da verbi dal significato volitivo (come volere e preferire), purché siano coniugati al condizionale:
- Vorrei tanto che tu avessi finito.

In questo caso, il congiuntivo perde il suo significato basilare di trapassato, cioè di 'passato nel passato': infatti, la sua funzione è quella di indicare la compiutezza o la semplice anteriorità temporale di un evento situato nel mondo di un presente irreale.
Il congiuntivo trapassato prende anche il posto del trapassato prossimo nelle subordinate introdotte da congiunzioni come senza che, prima che, nonostante, malgrado, a meno che, a condizione che:
- Io ero partito senza che tu avessi potuto salutarmi;
- Rocco aveva paura dell'esame malgrado/nonostante avesse studiato parecchio;
- Ti pregai di iniziare quel lavoro, a meno che tu non l'avessi già fatto;
- Si accettavano tutti i cani, a condizione che  fossero stati vaccinati almeno un mese prima del loro arrivo.

A differenza delle forme semplici di questo modo, il congiuntivo trapassato non si presta bene all'uso nelle finali (introdotte da perché oppure affinché), né in quelle consecutive (introdotte da in modo che).
Uno dei principali usi del congiuntivo trapassato si incontra nella frase secondaria del periodo ipotetico dell'impossibilità con riferimento al passato (protasi):
- Se tu mi avessi lasciato, ieri non avrei saputo che cosa fare:

in questo caso, il congiuntivo trapassato indica la condizione necessaria affinché l'evento accada. La principale (apodosi) può essere al condizionale passato come nell'esempio appena esposto ma, a seconda della costellazione temporale degli eventi, può essere anche al condizionale presente:
- Se tu ieri non mi avessi aiutato adesso non saprei che cosa fare.

Nel periodo ipotetico, la funzione del congiuntivo trapassato non è quella di indicare anteriorità rispetto ad un momento passato, bensì quella di indicare un passato irreale.

## Uso del congiuntivo trapassato nella frase principale
L'uso di questo tempo nella frase principale è raro. Il trapassato indica talvolta un dubbio in una domanda:
- Non sentivo nessuna voce e mi guardai intorno: che Luciana mi avesse lasciato solo?

Nell'esempio appena esposto, la funzione del congiuntivo trapassato è quella di esprimere un'anteriorità (o aspetto compiuto) rispetto al passato indicato nel contesto dell'enunciato. Si tratta comunque di un uso marginale.
Più spesso, nella principale, il trapassato indica un desiderio:
- Ah, avessi giocato quei numeri al lotto!

In questo caso, la funzione temporale del congiuntivo trapassato non è quella di esprimere il passato nel passato: ci si limita invece ad indicare che il desiderio arriva a compimento soltanto nel mondo di un passato immaginario. L'esempio si avvicina alla struttura di una frase subordinata con omissione della principale (come sarebbe bello se avessi giocato quei numeri).

## Forme paragonabili in alcune lingue

### Spagnolo
Nella lingua spagnola, il pretérito pluscuamperfecto del subjuntivo mostra diverse somiglianze con quello italiano. Si ottiene coniugando le forme del congiuntivo pretérito imperfecto (il congiuntivo imperfetto spagnolo) del verbo avere; queste vengono accompagnate dal participio passato.
Dato che per il congiuntivo imperfetto spagnolo esistono due forme concorrenziali, è logico che anche il trapassato del congiuntivo spagnolo potrà esser formato in due maniere. Per il verbo cantar, avremo:
- que yo hubiera cantado
- que tú hubieras cantado
- que él hubiera cantado
- que nosotros hubiéramos cantado
- que vosotros hubierais cantado
- que ellos hubieran cantado

oppure:
- que yo hubiese cantado
- que tú hubieses cantado
- que él hubiese cantado
- que nosotros hubiésemos cantado
- que vosotros hubieseis cantado
- que ellos hubiesen cantado.

Il congiuntivo trapassato utilizzato come verbo della possibilità o dell'irrealtà dopo le forme al passato di diversi verbi che indicano una sorta di dubbio o impossibilità:
- Dudaba/Dudé que María hubiera cantado.
- Dudaba/Dudé que María hubiese cantado.
- Dubitavo/dubitai che Maria avesse cantato.

È anche molto usato tanto nella principale che nella secondaria del periodo ipotetico irreale al passato accompagnato dalle forme del condizionale:
- ¡Si por lo menos hubiera sido amable!
- Se per lo meno fosse stato gentile!

- Si él hubiese tenido más dinero habría venido con nosotros.
- Se avesse avuto più denaro sarebbe venuto con voi.

- Si lo hubiese sabido no habría venido
- Se lo avessi saputo non sarei venuto

### Francese
Il subjonctif plus-que-parfait, congiuntivo trapassato della lingua francese, si ottiene in maniera analoga a quello italiano, sicché per il verbo chanter ('cantare') abbiamo:
- Que j'eusse chanté
- Que tu eusses chanté
- Qu'il, qu'elle, qu'on eût chanté
- Que nous eussions chanté
- Que vous eussiez chanté
- Qu'ils, qu'elles eussent chanté

È tuttavia essenziale ricordare che non essendo più in uso in francese il congiuntivo imperfetto, tale forma è ormai desueta. Per indicare anteriorità temporale rispetto alla frase principale al passato si utilizza il congiuntivo passato. Invece di dire
- Il ne pensait pas que tu eusses commis cette bêtise. ('non pensava che tu avessi commesso questa sciocchezza')

si dirà:
- Il ne pensait pas que tu aies commis cette bêtise.

Nel periodo ipotetico irreale, è il trapassato (plus-que-parfait) dell'indicativo ad indicare l'irrealtà nel verbo della protasi:
- S'il avait eu plus d'argent, il serait venu avec nous.
- Se avesse avuto più denaro, sarebbe venuto con noi.
- Je ne serais pas ici s'il ne m'avait pas aidé.
- Non sarei qui se lui non mi avesse aiutato.

### Tedesco
Per quanto riguarda la lingua tedesca si propone la forma composta del Konjunktiv II, per molti versi paragonabile a quella del congiuntivo trapassato. Per il verbo singen, che corrisponde a cantare, si ha:
- ich hätte gesungen
- du hättest gesungen
- er/sie hätte gesungen
- wir hätten gesungen
- ihr hättet gesungen
- sie hätten gesungen

Come in molte altre lingue, si utilizzano i verbi essere ed avere per la formazione del tempo composto. Il tempo indica soprattutto irrealtà nel passato:
- Wäre er bloß wenigstens höflich gewesen!
- Se perlomeno fosse stato gentile!

Nella costruzione del periodo ipotetico irreale con il riferimento al passato, viene usato sia nella protasi che nell'apodosi:
- Hätte ich das gewusst, wäre ich nicht gekommen.
- Se lo avessi saputo, non sarei venuto

- Wenn er mehr Geld gehabt hätte, wäre er mitgekommen.
- Se avesse avuto più denaro, sarebbe venuto con noi.

Infatti, la forma composta del Konjunkiv II fa anche le veci del condizionale passato:
- An deiner Stelle wäre ich sicher gestorben
- Al tuo posto sarei sicuramente morto

### Inglese
Il pluperfect subjunctive inglese prende il posto del trapassato prossimo nei costrutti irreali. Tuttavia, le sue forme coincidono con quelle del corrispondente indicativo: to sing, 'cantare', si forma infatti con le stesse identiche forme dell'ausiliare.
- I had sung
- you had sung
- he had sung
- we had sung
- you had sung
- they had sung

Ha il ruolo di forma verbale dell'irrealtà:
- I wish I had had more money ('vorrei aver avuto più denaro'),

il che è ben visibile nella protasi del periodo ipotetico irreale al passato:
- If I had seen you, I definitely would have said hello.
- Se ti avessi visto, ti avrei salutato senz'altro.

- I wouldn't be here if he hadn't helped me.
- Non sarei qui se lui non mi avesse aiutato.

Come in italiano, la frase principale viene invece formata grazie al condizionale.